# Francisco Palanca y Roca

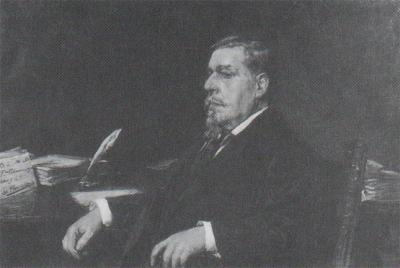
Retrato de Francisco Palanca y Roca, por Ignacio Pinazo.

Francisco Palanca y Roca (Alcira, 1834-Valencia, 1897) fue un escritor de teatro español, principalmente en valenciano. Fue un popular autor dramático. Se hizo famoso por sus piezas teatrales de propaganda política. Fue miembro de la sociedad cultural Lo Rat Penat. En su memoria se concede cada año el Premio de Teatro Francisco Palanca y Roca en el marco de los Premios Literarios Ciudad de Alcira.

## Biografía
Siendo un niño, la necesidad de mejorar las condiciones de vida familiares, motivó el traslado de su familia a Valencia, donde su padre comenzó a trabajar como hornero, en 1838. Tras una temporada en su ciudad natal, tras el fallecimiento de su madre, regresó a la capital, donde su padre había contraído matrimonio en segundas nupcias. Debido a su falta de interés por la escuela, comenzó a trabajar muy joven ayudando en el horno.

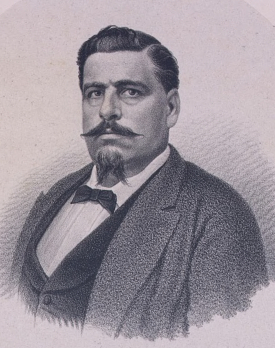
Francisco Palanca y Roca, grabado de Vicente Aznar.

Siendo un adolescente, manifestó inquietudes literarias y políticas, y se inscribió en una entidad cultural: El Museo Valenciano. Poco después despertó su interés por el teatro y formó parte de una compañía teatral, si bien no sabía leer ni escribir. A partir de este momento frecuentó los foros culturales y teatrales de la capital, y conoció a Bernat i Baldoví, Jacinto Labayla y Eduardo Escalante. El impresor José Doménech, vinculado al diario Las Provincias, le animó a escribir.
Su primera composición poética fue Oda al mar. Su primera creación teatral se tituló Llàgrimes d’una femella (Lágrimas de una doncella), se interpretó con un rotundo éxito en el teatro Princesa de Valencia, compuesta expresamente para la función que se llevó a cabo a beneficio de la actriz María Toral. A esta, seguiría una segunda, también en valenciano, La millor raó: el trabuc. Su primera obra teatral escrita en castellano fue Deuda sagrada. Con el tiempo, Palanca pasó a interesarse por las obras musicales. Su mayor triunfo hasta entonces vino de la mano de una zarzuela de costumbres valencianas, titulada Un casament en Picanya (Una boda en Picaña). De la mano de Bernat i Baldoví hizo su incursión en el género de los Milagros de San Vicent Ferrer creando con aquel el titulado: El rey moro de Granada.
A los veintiséis años dio el salto a Madrid. En 1862 se estrenó, en el teatro Novedades de la capital de España, El Ángel de Salvación. Obtuvo un gran éxito. Palanca regresó a Valencia y volvió a escribir en valenciano. En 1865 tuvo otro gran éxito en el teatro Calderón de Orán (Argelia), que le supuso la felicitación expresa del emperador Napoleón III de Francia. Éxitos posteriores serían Valencianos con honra, Tres roses en un pomell, Toni manera i Joan de la son y Las escuelas en España. Decrets de la Providència, Ortigues i Reselles y El capital i el treball fueron sus últimos éxitos. 
Estaba casado desde 1865 con Juana Labayla.

## Obra
- La ballá de Sen Fransés. Ed. facsímil. Biblioteca Virtual Joan Lluís Vives. Biblioteca Dramàtica Valenciana.

Original: Valencia, F. Campos, 1868.
- La gata moixa: (choquet en un acte de costums valensianes, orichinal y en vers). Ed. facsímil. Biblioteca Universitaria. Biblioteca de la Universidad de Alicante.

Original: Valencia, Juan Mariana y Sanz, 1874.
- ¡¡El sòl de Rusafa!!: sarsuela en un acte, y en vers / orichinal de Francisco Palanca y Ròca ; música de Juan García y Catalá. Ed. facsímil. Biblioteca Virtual Joan Lluís Vives. Biblioteca Dramàtica Valenciana.

Original: Valencia, José Mateu Garín, 1861.
- Secanistes de Bixquert ó Al vell carabasa en ell : comedia bilingüe, en dos actes y en vers / orichinal de Francisco Palanca y Roca. Ed. facsímil. Biblioteca Virtual Joan Lluís Vives. Biblioteca Dramàtica Valenciana.

Original: Játiva, Blas Bellver, 1867.
- El secret del agüelo : pesa bilingüe en un acte y en vers, de costums valensianes / orichinal de Francisco Palanca y Roca. Ed. facsímil. Biblioteca Virtual Joan Lluís Vives. Biblioteca Dramàtica Valenciana. Biblioteca Universitaria.

Original: Valencia, [s.n.] (Vitorino León, 1870).
- El secret del agüelo : pesa bilingüe en un acte y en vers de costums valensianes. Ed. facsímil. Biblioteca Universitaria. Biblioteca de la Universidad de Alicante.

Original: Valencia, [S. n.], 1870 (Imprenta de Victorino León).